# Heroldrebe

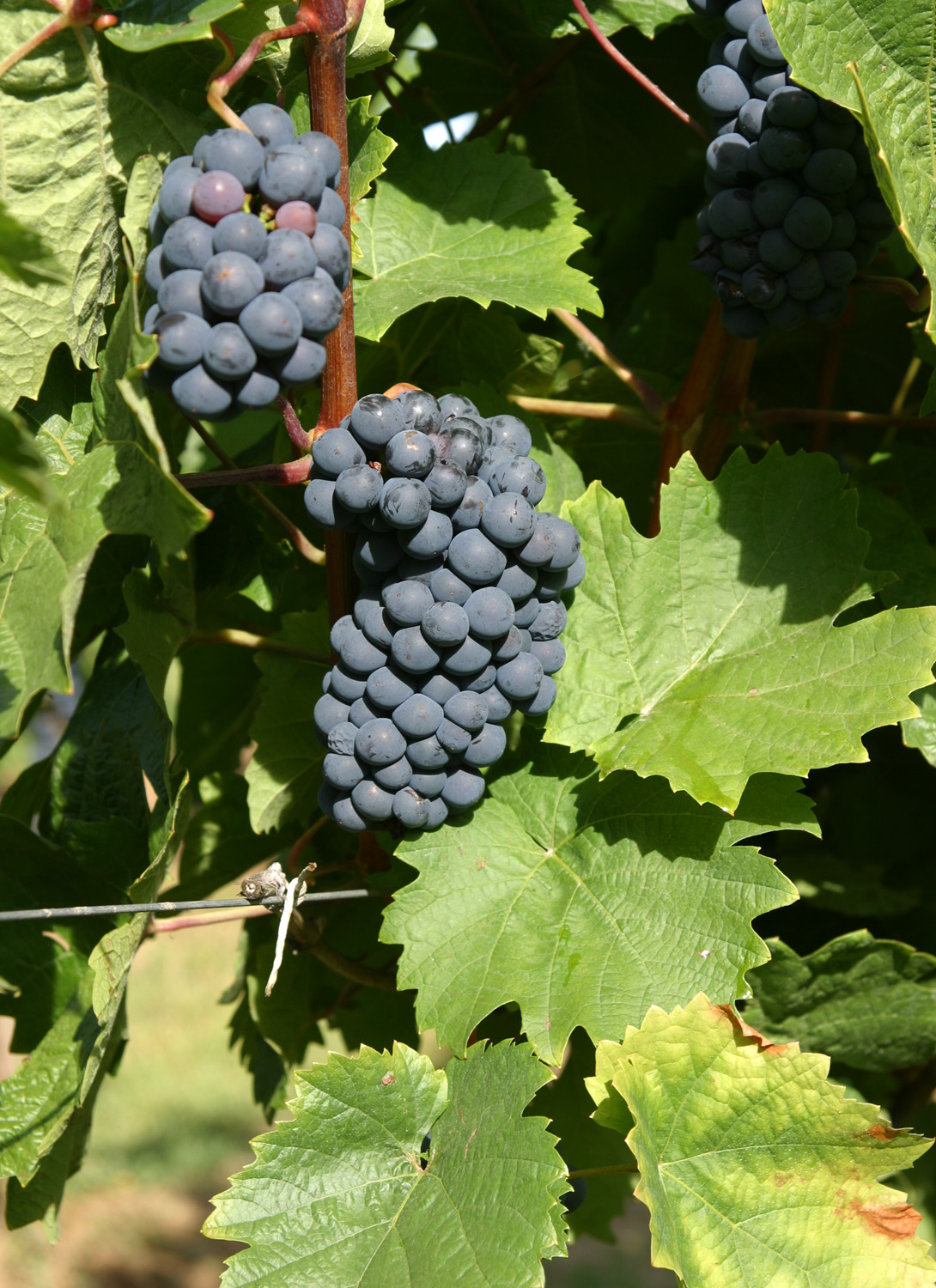
Blätter und Trauben der Rebsorte Heroldrebe

Die Heroldrebe ist eine etwas in Vergessenheit geratene Rotwein-Rebe, die sich hervorragend zu einem fruchtigen, vollmundigen und dennoch milden und leichten Rosé (oder Weißherbst) verarbeiten lässt. Sie eignet sich ideal als frischer Sommerwein.
Die Heroldrebe ist eine Kreuzung von "Blauem Portugieser" mit "Lemberger". Sie wurde 1929 von August Herold, der auch als Züchter der Rebsorten "Kerner" (1929), "Helfensteiner" (1931) und "Dornfelder" (1955) gilt, an der Staatlichen Lehr- und Versuchsanstalt für Wein- und Obstbau in Weinsberg gezüchtet. Die Angaben des Züchters zu den Kreuzungseltern konnten in der Zwischenzeit durch DNA-Analyse bestätigt werden. Der Eintrag in die Sortenliste erfolgte im Jahr 1960.
Problematisch erweist sich ihre späte Reife. Die Trauben können mit dem Spätburgunder geerntet werden. Zudem ist die Sorte empfindlich gegen die Rohfäule. Die Heroldrebe ist eine Varietät der Edlen Weinrebe (Vitis vinifera). Sie besitzt zwittrige Blüten und ist selbstfruchtend.
Inzwischen sind weitere Züchtungen aus der Heroldrebe hervorgegangen, wovon vor allem der Dornfelder, eine Kreuzung mit dem Helfensteiner, ein großer Erfolg ist. Die Sorte Hegel stammt von den gleichen Eltern wie der Dornfelder ab.
Siehe auch den Artikel Weinbau in Deutschland sowie die Liste von Rebsorten.
- Synonyme: keine
- Abstammung: Blauer Portugieser × Lemberger

## Verbreitung
Die Verbreitung dieser Neuzüchtung beschränkt sich auf die Pfalz, Rheinhessen und Württemberg. In Deutschland waren im Jahr 2007 163 Hektar (= 0,2 % der deutschen Rebfläche) mit der Sorte Heroldrebe bestockt. Dabei ist die Fläche schon seit einigen Jahren rückläufig. Im Jahr 2006 waren noch 170 Hektar Anbaufläche bestockt, nachdem im Jahr 1999 immerhin 199 Hektar erhoben wurden.
Die Rebflächen in Deutschland verteilten sich im Jahr 2007 wie folgt auf die einzelnen Anbaugebiete:
| Weinbaugebiet           | Rebfläche (Hektar) |
| ----------------------- | ------------------ |
| Ahr                     | -                  |
| Baden                   | unter 0,5          |
| Franken                 | -                  |
| Hessische Bergstraße    | -                  |
| Mittelrhein             | -                  |
| Mosel                   | -                  |
| Nahe                    | -                  |
| Pfalz                   | 105                |
| Rheingau                | -                  |
| Rheinhessen             | 34                 |
| Saale-Unstrut           | unter 0,5          |
| Sachsen                 | -                  |
| Stargarder Land         | -                  |
| Württemberg             | 24                 |
| Gesamt Deutschland 2007 | 163                |

Quelle: Rebflächenstatistik vom 13. März 2008, Statistisches Bundesamt, Wiesbaden 2008 in Beschreibende Sortenliste des Bundessortenamtes 2008, Seite 198ff.